# St. Martin (Willanzheim)

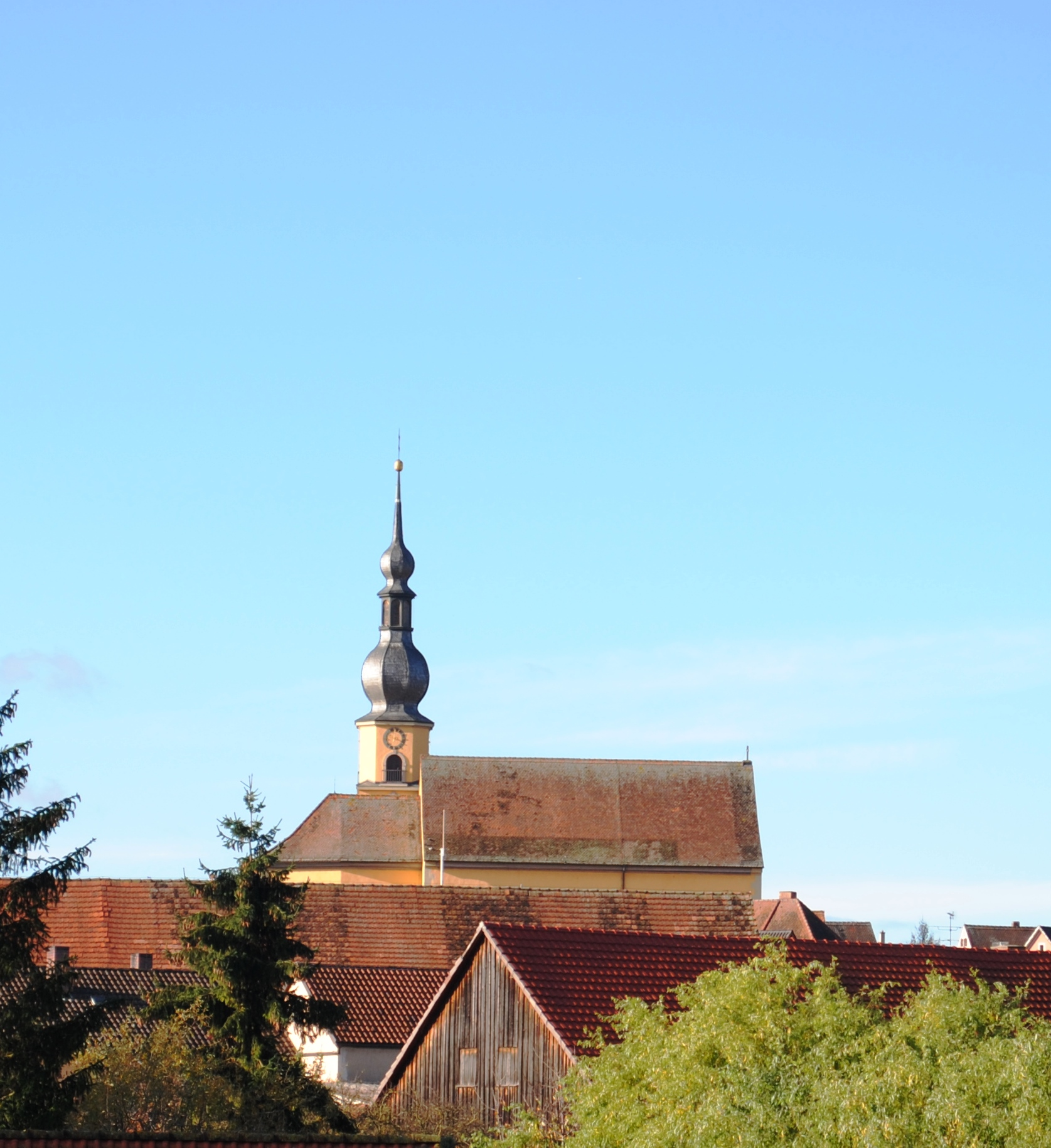
Die Kirche in Willanzheim

Die katholische Kirche St. Martin in Willanzheim ist die Pfarrkirche des unterfränkischen Marktes. Sie steht inmitten der ehemaligen Kirchenburg Willanzheim zentral an der Pfarrgasse.

## Geschichte
Eine Kirche in Willanzheim ist seit dem 8. Jahrhundert überliefert. Damals, im Jahr 742, schenkte der karolingische Hausmeier Karlmann das Gotteshaus an Bischof Burkard von Würzburg. Fortan wurde das Gotteshaus als Eigenkirche den jeweiligen Grundherren von Willanzheim übertragen. Dies waren unter anderem die Zollner von Halberg und die Herren von Seinsheim. Lediglich das Patronatsrecht verblieb beim Würzburger Bischof. Im 14. Jahrhundert erneuerte man den Turm, der der älteste Bauteil der Kirche ist.
Im Dreißigjährigen Krieg kam es zu großen Zerstörungen am Kirchengebäude. Der Bau wurde bis ins Jahr 1653 renoviert. Im Jahr 1687 erhielt der Kirchturm eine Welsche Haube. 1699 legte man den Grundstein für eine umfassende Erneuerung des gesamten Gotteshauses, die am 25. September 1730 abgeschlossen war. Die neue Kirche wurde vom Würzburger Weihbischof Johann Bernhard Mayer geweiht. Im Jahr 1875 erfolgte eine weitere Renovierung.
Im Zweiten Weltkrieg beschädigten am 5. April 1945 Tiefflieger die Kirche stark. Sie wurde in den Jahren 1945–1948 wiederaufgebaut, wobei man den ursprünglichen Zustand wiederherzustellen versuchte. Die barocke Ausstattung der Kirche war jedoch für immer verloren. Die Gottesdienste fanden inzwischen in einer Baracke im Ort statt. Am Turm wurde noch bis ins Jahr 1965 gebaut; man erhöhte ihn um ein Geschoss, erneuerte Uhren und Glocken und setzte ihm 1965 eine neue Kuppel auf.
In den Jahren 1998–2003 sanierte man die umliegende Kirchenburg, dem schloss sich im Jahr 2004 eine Innenrenovierung der Kirche an. Am 12. Dezember 2004 wurde durch den Bamberger Erzbischof Ludwig Schick Wiedereinweihung gefeiert. Der Altar erhielt neue Reliquien, unter anderem eine Locke von Mutter Teresa. Heute bilden das Gotteshaus und die umliegende Kirchenburg eine Einheit und die historische Ortsmitte. Das Bayerische Landesamt für Denkmalpflege ordnet das Kirchengebäude als Baudenkmal unter der Nummer D-6-75-179-1 ein.

## Architektur

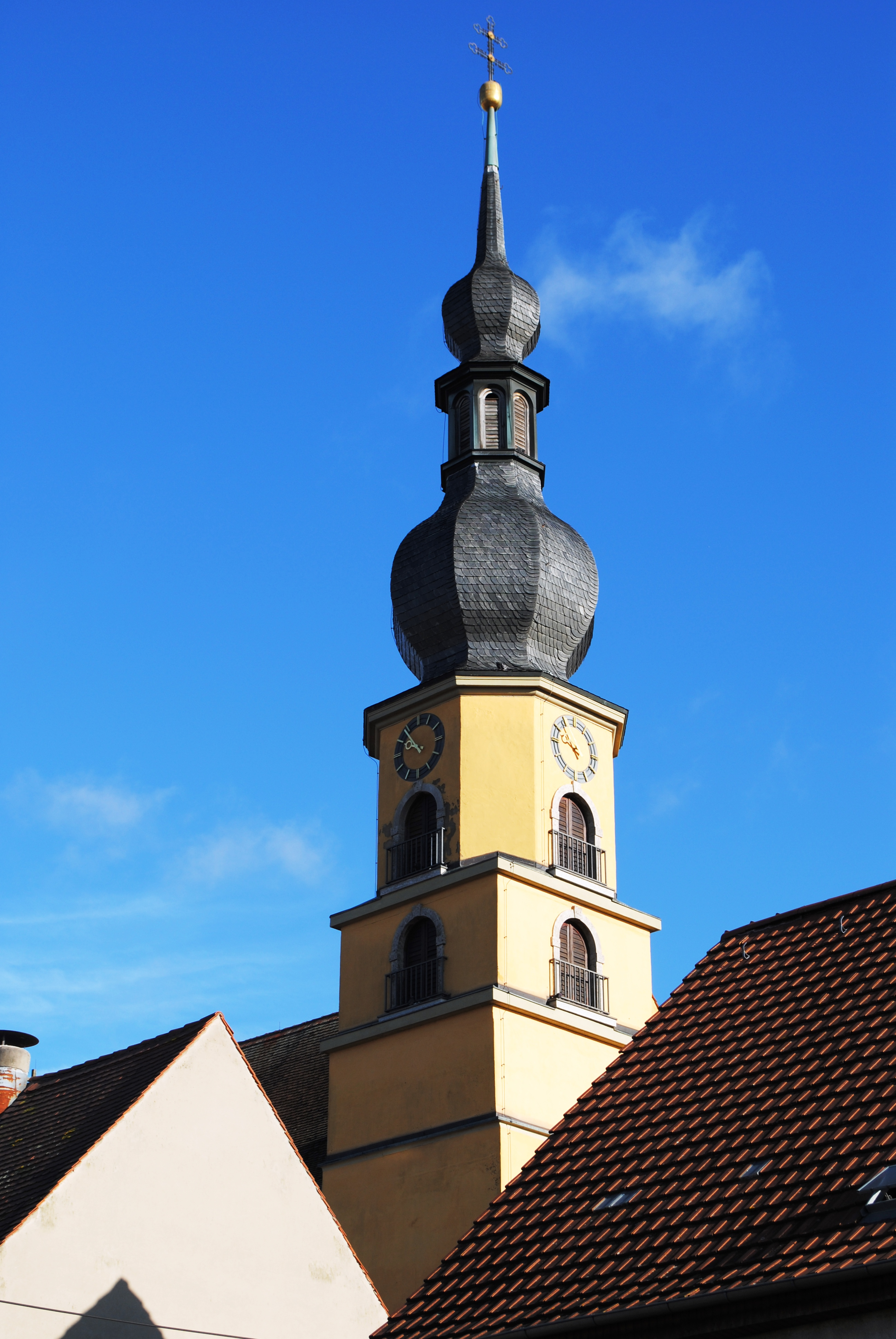
Der Kirchturm

Anders als viele andere Kirchen ist das Willanzheimer Gotteshaus nicht geostet, sondern mit dem Chor nach Süden ausgerichtet. Der Saalbau trägt auf dem Langhaus ein Satteldach, der angebaute Chor ein Walmdach.
,

### Langhaus und Chor
Ein zentrales Portal mit geohrten Rahmungen und unten größeren und oben kleineren Voluten in den Ecken beherrscht die Fassade der Nordwand.
Ein gesprengter Giebel leitet zu einer Nische über, in der sich eine Statue des heiligen Martin, des Kirchenpatrons, befindet. Wie das Portal ist diese Nische mit einem gesprengten Giebel bekrönt. Um das Portal gruppieren sich zwei Ochsenaugen. Drei weitere befinden sich über dem Eingang. Ein kleines Kreuz ragt über den Dachfirst des Satteldachs hinaus.
Das Langhaus ist durch drei Fensterachsen auf beiden Seiten gegliedert. Ein Seiteneingang im Osten weist ebenfalls geohrte Rahmungen auf. Daneben befindet sich die Sakristei auf der Kante zwischen Chor und Langhaus. Der Chor ist etwas niedriger als das Langhaus und setzt sich auch durch die andere Dachform vom Kirchenschiff ab. Er besitzt fünf Fensterachsen und ist innen durch ein Spitztonnengewölbe gegliedert.

### Turm
Der Turm der Kirche erhebt sich im Westen wie die Sakristei zwischen Langhaus und Chor. Er ist 42 Meter hoch und hat 6 Geschosse. Sie sind außen durch Gesimse gekennzeichnet. Lediglich die unteren beiden sind nicht äußerlich erkennbar. Der Kirchturm ist quadratisch und verjüngt sich nach oben. Das erst 1965 aufgesetzte oberste Geschoss ist achteckig. Wie auch das fünfte Geschoss wird es auf jeder Seite durch ein Rundbogenfenster gegliedert. Französische Balkone sind jedem Fenster vorgelagert.
Am obersten Geschoss sind vier Uhren angebracht, sodass die Zeit aus jeder Himmelsrichtung abgelesen werden kann. Eine Welsche Haube mit Laterne bekrönt den Turm. Im goldenen Turmknauf werden Dokumente und Münzen aufbewahrt. Ein Doppelkreuz, das sogenannte Lothringer Kreuz, zeigt die Windrichtung an.

## Ausstattung

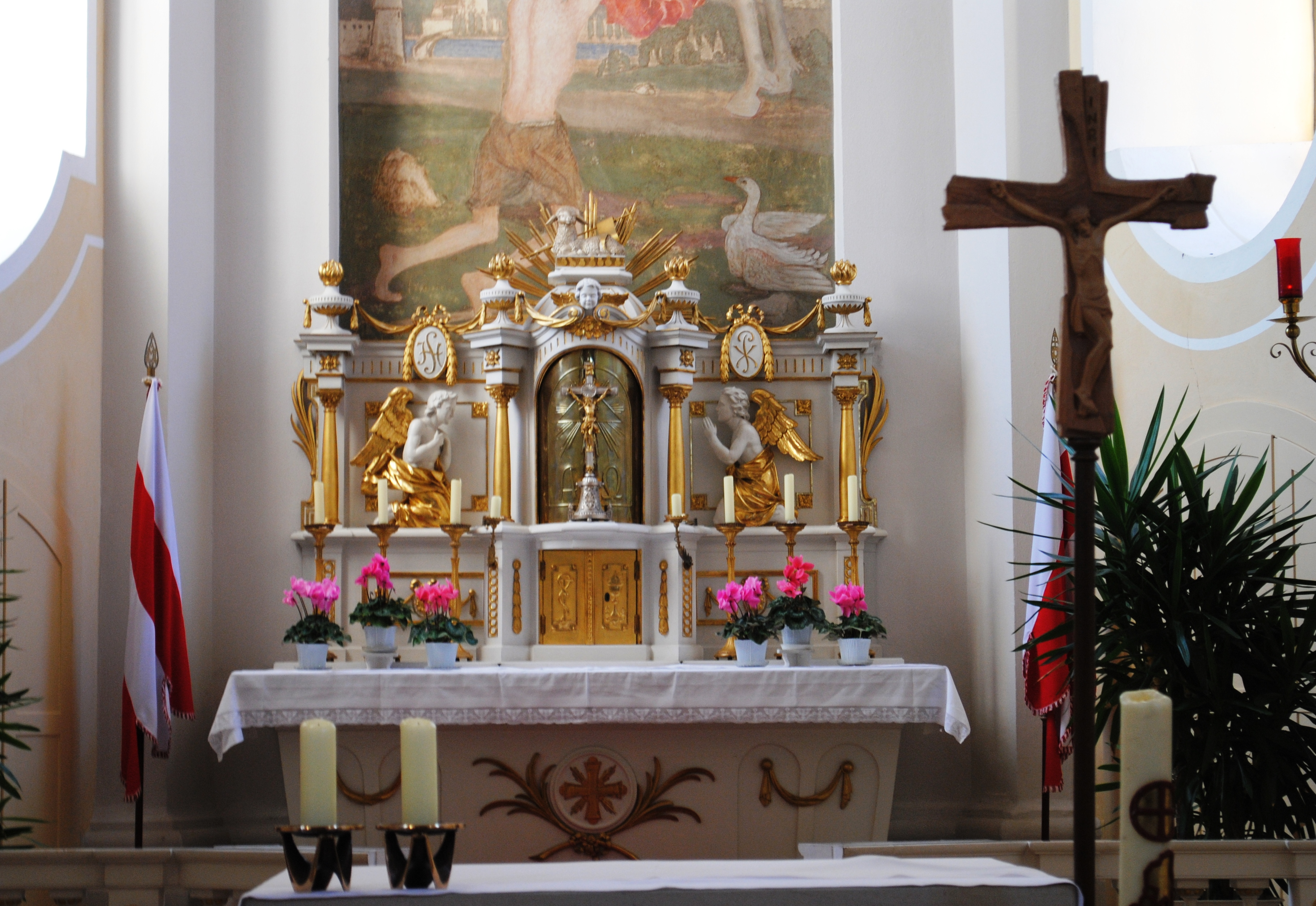
Der Altar der Kirche

Die Kirchenausstattung ist geprägt von den Erneuerungen, die nach den großen Zerstörungen im Zweiten Weltkrieg durchgeführt wurden. Das Gotteshaus besitzt einen hellen Innenraum, in dem insbesondere das große Altarbild und die Orgel hervorstechen.

### Altar
Der Altar beherrscht die Rückwand des Chores. Er wurde im Jahr 1951 als Ersatz für den zerstörten barocken Hochaltar geschaffen, der das Pfingstwunder zeigte. Der neue Altar ist in Weiß und Gold gehalten und trägt auf der rechten Seite eine Gedenktafel mit der Inschrift: „Errichtet zum 60. Priester Jubileum d. H. H. G. Rat W. Bierl von seiner Pfarrgemeinde am 29•VII•1951“.
Über dem zentralen Tabernakel hängt ein kleines Kruzifix. Es wird von zwei betenden Engeln eingerahmt und von einer Putte bekrönt. Vier Vasen, die durch Festons verbunden sind, schließen den Altar nach oben hin ab. In der Mitte beherrscht ein sitzendes Gotteslamm den Altar. Das Altarretabel zeigt die Teilung des Mantels durch den heiligen Martin von Tours. Eine Inschrift lautet: „Martinus catechumenus hoc me veste contexit“ (Martin hat als Glaubensschüler mich mit diesem Gewand bedeckt).

### Kanzel

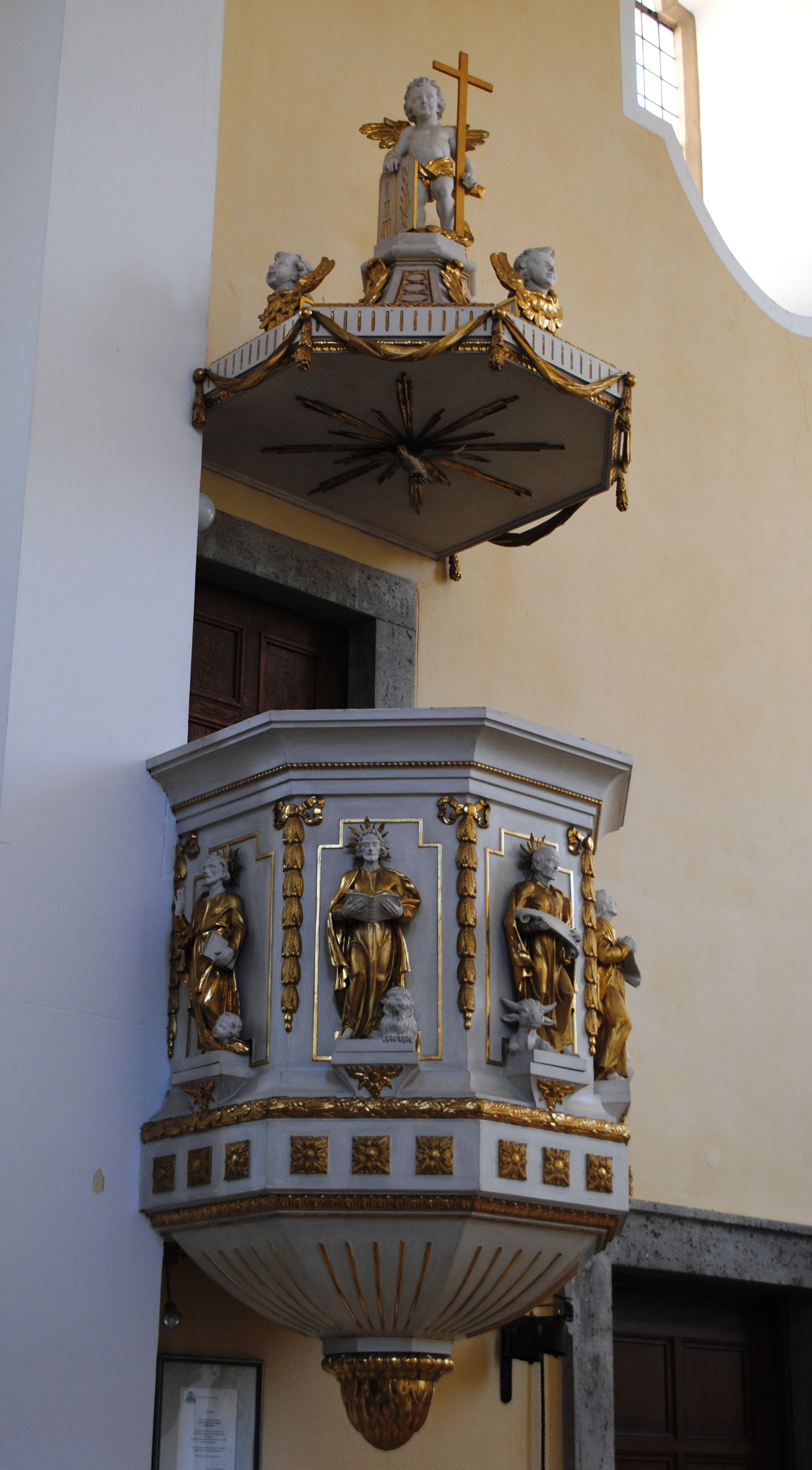
Kanzel

Die um das Jahr 1800 geschaffene Kanzel in klassizistischen Formen in Gold und Weiß auf der linken Seite des Chores ragt leicht in den Chorbogen hinein. Sie kann über eine steinerne Treppe durch die Sakristei betreten werden. Der mit Figuren der vier Evangelisten verzierte Kanzelkorpus ist fünfeckig und läuft nach unten auf eine Kuppel zu. Von links nach rechts erkennt man Matthäus, Markus, Lukas und Johannes.
Der Schalldeckel trägt innen eine Taube als Symbol des Heiligen Geistes. Festons leiten zum eigentlichen Deckel über. Am unteren Teil des Deckels sind drei Engelsköpfe angebracht, den spitz zulaufenden Teil bekrönt eine stehende Putte. Sie hält in ihrer linken Hand ein Kreuz und in ihrer rechten die Gesetzestafel mit den zwölf Geboten.

### Orgel und Emporen

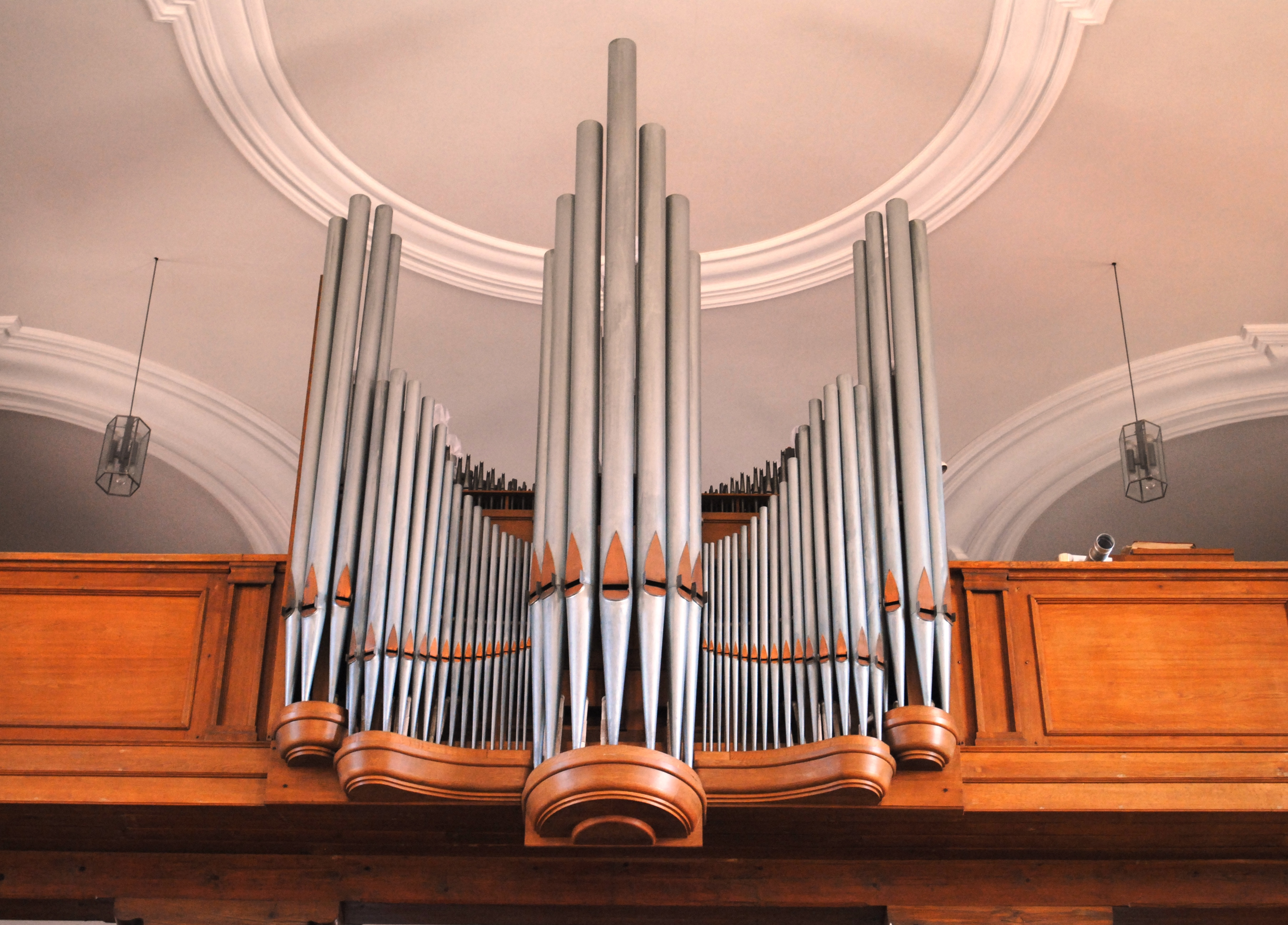
Die Klais-Orgel der Kirche

Die Orgel von 1953 ragt über die obere Empore hinaus. Sie wurde von Hans Klais geschaffen und besitzt 2 Manuale und 18 Register. Die zweigeschossigen Emporen aus schlichtem Holz füllen die gesamte Nordwand aus. Vier Säulen stützen jede Emporenebene ab. Einzige Verzierung ist ein einfaches Holzkreuz, das halbplastisch aus dem unteren Emporenbalkon hervorsteht.

### Glocken
Die Glockenstube der Kirche befindet sich im obersten Geschoss des Turmes. Schallluken verstärken den Ton der Glocken nach außen. Die vier Glocken wurden nach dem Zweiten Weltkrieg erneuert und sind seit dem Jahr 1965 in der Kirche. Die Martinusglocke ist die größte, gefolgt von der Glocke, die der heiligen Jungfrau Maria geweiht ist. Daneben befinden sich die Johannes-Baptist-Glocke und die Sterbeglocke, die dem heiligen Josef gewidmet ist, im Turm.

### Weitere Ausstattung
Die Figuren des heiligen Wendelin (links) und des heiligen Franz von Assisi (rechts) stehen auf Sockeln unter der Empore. In Nischen des Chores befinden sich Josef mit dem Jesuskind im Arm und Maria, die als Himmelskönigin dargestellt ist. Beide werden bei Prozessionen mitgetragen. Alle Figuren sind farbig ausgeführt.
Auf den Seitenaltären links und rechts des Chorbogens steht Maria, wiederum als Himmelskönigin mit Reichsapfel und dem Jesuskind (rechts), links der heilige Josef, der einigen Handwerkern als Schutzpatron dieser Berufsgruppe unter seinem Mantel Schutz gewährt. Neben dem schlichten Taufstein im Chor befindet sich der ebenfalls schlichte Ambo mit einem eingelassenen Stein aus Philippi, der Wirkungsstätte des Apostels Paulus.
Seit dem Jahr 2004 befindet sich auch wieder ein Kruzifix aus Lindenholz über dem Chorbogen. Es ist als Doppelkreuz gestaltet, Christus hebt segnend die linke Hand. Geschaffen wurde es vom Bergtheimer Bildhauer Tilman Hornung. Den Kirchenraum umgeben vierzehn Stationen eines modernen Kreuzwegs. Die Kirche enthält zwei Beichtstühle.

## Außen
Im Westen ist eine große Ölbergszene neben dem Chor der Kirche angebaut. Sie wird von einem Pultdach mit dem Bibelspruch „Doch nicht mein sondern dein Wille geschehe +“ bedeckt. Gegenüber dem betenden Jesus steht ein Engel mit einem Kelch, im Hintergrund schlafen die Jünger.